# Ecrobia truncata
Ecrobia truncata is een slakkensoort uit de familie van de Hydrobiidae. De wetenschappelijke naam van de soort is voor het eerst geldig gepubliceerd in 1924 door Vanatta.